# Gnathoceraphron
Gnathoceraphron är ett släkte av steklar. Gnathoceraphron ingår i familjen pysslingsteklar.
Kladogram enligt Catalogue of Life:
| Gnathoceraphron | \| \| Gnathoceraphron skapheutes \| \| \| \| \| \| Gnathoceraphron watshami \| \| \| \| |
|                 | \| \| Gnathoceraphron skapheutes \| \| \| \| \| \| Gnathoceraphron watshami \| \| \| \| |
|                 | Abacoceraphron                                                                          |
|                 |                                                                                         |
|                 | Aphanogmus                                                                              |
|                 |                                                                                         |
|                 | Ceraphron                                                                               |
|                 |                                                                                         |
|                 | Cyoceraphron                                                                            |
|                 |                                                                                         |
|                 | Donadiola                                                                               |
|                 |                                                                                         |
|                 | Ecitonetes                                                                              |
|                 |                                                                                         |
|                 | Elysoceraphron                                                                          |
|                 |                                                                                         |
|                 | Homaloceraphron                                                                         |
|                 |                                                                                         |
|                 | Kenitoceraphron                                                                         |
|                 |                                                                                         |
|                 | Microceraphron                                                                          |
|                 |                                                                                         |
|                 | Pteroceraphron                                                                          |
|                 |                                                                                         |
|                 | Retasus                                                                                 |
|                 |                                                                                         |
|                 | Synarsis                                                                                |
|                 |                                                                                         |
|                 | Gnathoceraphron skapheutes                                                              |
|                 |                                                                                         |
|                 | Gnathoceraphron watshami                                                                |
|                 |                                                                                         |

|  | Gnathoceraphron skapheutes |
|  |                            |
|  | Gnathoceraphron watshami   |
|  |                            |